# 第一現場 (公共電視節目)
《第一現場》是1989年中國電視公司（中視）與廣電基金公共電視節目製播組（公視製播組）合作製播的公共電視節目第一個綜藝節目，是一個流行歌曲歌唱節目，1989年11月3日開播，播映時間為每週五21:00～21:30，錄影地點為中國電視大廈第一攝影棚，製作人是江吉雄與白國嘉，策劃是公視製播組企劃科科長宋穎鶯，編劇是作詞家陳桂珠，導播是梁昆傑，美術指導是陳錦富，樂隊編制是40人制「中視交響樂團」，樂隊指揮是林家慶，編曲是張弘毅，主持人是蔡琴。翁倩玉、李建復均曾應邀在《第一現場》唱歌。
1990年第25屆金鐘獎，《第一現場》入圍電視金鐘獎綜藝節目獎。